# Goodyera alveolata
Goodyera alveolata är en orkidéart som beskrevs av Udai Chandra Pradhan. Goodyera alveolata ingår i släktet knärötter, och familjen orkidéer. Inga underarter finns listade i Catalogue of Life.